# Saduceos
Los saduceos (en hebreo צדוקים, tsedduqim), también conocidos como zadokitas, fueron una secta sociorreligiosa judía activa en Judea durante el período del Segundo Templo, desde el siglo II a. C. hasta la destrucción del Segundo Templo en el año 70 d. C. Los saduceos son a menudo comparados con otras sectas contemporáneas, incluyendo a los fariseos y los esenios.
Flavio Josefo, que escribió a finales del siglo I d. C., asocia a la secta con la clase social y económica alta de la sociedad de Judea. Como grupo, los saduceos cumplían varios papeles políticos, sociales y religiosos, entre ellos el cuidado del Templo de Jerusalén. El grupo desapareció algún tiempo después de la destrucción del Segundo Templo en el año 70 d. C.
Los saduceos son los descendientes del sumo sacerdote Sadoq, de la época de Salomón. El nombre de Sadoq significa «justicia» o «rectitud», por lo que saduceos puede interpretarse como justos o rectos.
Podría ubicarse su génesis como un partido político en el siglo II a. C.; pero sus orígenes están en el Cautiverio de Babilonia, desaparece en algún momento después del siglo I a. C., aunque muchos opinan que en la actualidad los Karaitas, una línea de pensamiento del judaísmo moderno, mantienen muchas de sus Doctrinas. También se dice de sus rivales, los fariseos, que se originaron en el mismo periodo, pero que sobrevivieron como posteriores agrupaciones del judaísmo rabínico. Anás y su yerno Caifás eran saduceos. Desde sus cargos de sumos pontífices fueron responsables –según el Nuevo Testamento– del enjuiciamiento y sentencia de Jesucristo y de la primera Persecución a los cristianos.
Flavio Josefo ha proporcionado la mayor información disponible sobre los saduceos. Escribió que eran un grupo belicoso, cuyos seguidores eran ricos y poderosos, y que los consideraba groseros en sus interacciones sociales. Sabemos también algo de ellos por discusiones en el Talmud, el corazón del judaísmo rabínico, fundamentado en las enseñanzas religiosas del judaísmo de los fariseos.

## Historia
El origen de los saduceos probablemente se remonta a la protesta de muchos sacerdotes, cuando en el año 175 a. C. se interrumpió el ejercicio y la sucesión legal del sumo sacerdocio en el Templo de Jerusalén. El cargo fue comprado al rey seléucida Antíoco IV Epífanes y lo usurpó Jasón, hermano de Onías III y legítimo sumo sacerdote (2 Macabeos 4:7-20). La venta del sumo sacerdocio por el rey seléucida recayó luego en Menelao, hermano del administrador del Templo, quien logró derrotar a Jasón (2 Macabeos 4:24-26). El comercio del más alto cargo religioso tuvo como corolario la sustitución de las costumbres judías por las griegas, la imposición del culto a los dioses griegos y la persecución de los judíos que seguían fieles a la Ley.
El sacerdote Matatías, con su hijo Judas Macabeo y sus demás hijos desencadenaron una rebelión guerrillera, que finalmente logró en diciembre de 164 a. C. la Purificación del Templo (1 Macabeos 4:36-61; 2 Macabeos 10:1-8). Después de luchas contra Demetrio I Sóter, quien intentó imponer como sumo sacerdote a Alcimo, y tras la muerte en combate de Judas Macabeo, su hermano Jonatán fue designado etnarca o cabeza de la agrupación en 149 a. C.. Asesinado Jonatán, su hermano Simón El Justo (en hebreo HaTzadik) asumió el cargo de etnarca y además fue confirmado en 142 a. C. como sumo sacerdote por el nuevo rey Demetrio II. En 141 a. C. se convirtió en gobernante independiente y desde ahí se afianzó la preeminencia en el Templo de un grupo de sacerdotes, que luego serían conocidos como partido saduceo. El anterior sumo sacerdote Onías III y un grupo de seguidores no habían reconocido las nuevas jerarquías y establecieron otro Templo en Leontópolis (Egipto).
Los saduceos apoyaron firmemente al hijo de Simón, Juan Hircano, quien además de ejercer como sumo sacerdote, en la práctica se hizo rey (134-104 a. C.) y logró convertir el nacionalismo defensivo macabeo, en un nacionalismo agresivo y expansivo, que le permitió conquistar a los países y pueblos vecinos, a los cuales obligó a judaizarse. De esta época data el enfrentamiento frontal de los saduceos con los fariseos, opositores a Juan Hircano. Las diferencias religiosas entre los dos grupos se plasmaron en choques políticos que se agudizaron durante el reinado de los dos hijos de Juan Hircano, Aristóbulo I (104-103 a. C.), quien encarceló a su propia madre y la dejó morir de hambre en prisión, y Alejandro Janeo (103-76 a. C.). Este último hizo crucificar a 3000 fariseos que se habían rebelado.
La viuda de Alejandro Janeo, Alejandra Salomé, que reinó del 76 al 67 a. C., rechazó la hegemonía saducea y rehabilitó a los sacerdotes fariseos. Su hijo Hircano II, como sumo sacerdote, tuvo el apoyo fariseo. El hermano menor de este, Aristóbulo II, se proclamó rey a la muerte de Alejandra y depuso a Hircano II, quien buscó refugio entre los nabateos, con cuyo rey Aretas III y con apoyo fariseo sitió a Jerusalén en 65 a. C., pero fue derrotado porque los romanos apoyaron a Aristóbulo II.
Gracias a las gestiones de su canciller, el idumeo Antípatro, Hircano II logró el apoyo del general romano Pompeyo, quien tomó Jerusalén en 63 a. C. y lo reinstaló como sumo sacerdote, llevándose a Aristóbulo a Roma, mientras Antípatro ejercía de hecho como gobernante de Judea. En 40 a. C., Antígono, hijo de Aristóbulo II, con apoyo del Imperio Parto y de los saduceos, tomó el poder, detuvo y mutiló a Hircano II. Herodes, que había huido, y el general romano Socio reconquistaron Jerusalén en 37 a. C. El poder de los saduceos comenzó a decaer paulatinamente desde entonces, aunque se mantuvo, relegado al Templo, por un siglo.

### El origen legendario
Josefo no relata nada con respecto al origen de los saduceos y afirma que las tres "sectas" — fariseos, esenios y saduceos — datan de "tiempos muy antiguos", que apuntan a una época antes de Juan Hircano o la guerra de los macabeos.
Entre los rabinos del siglo II circuló la siguiente leyenda: Antígono de Soco, el sucesor de Simeón el Justo, el último de los Hombres de la Gran Asamblea, y por tanto viviendo en el tiempo del influjo de ideas helenistas, enseñó la máxima "No seáis como sirvientes que sirven a su maestro por una recompensa, sino como los que sirven sin pensar en recibir una recompensa"; después de lo cual dos de sus discípulos, Zadoc y Boeto, confundiendo el alto significado ético de la máxima, llegaron a la conclusión de que no había futura recompensa, diciendo "¿Qué sirviente trabajaría todo el día sin obtener su recompensa debida por la tarde?" Inmediatamente se separaron de la Ley y vivieron en gran lujo, utilizando muchas vasijas de plata y oro en sus banquetes; y fundaron escuelas que declaraban el disfrute de esta vida como la meta del hombre, compadeciéndose al mismo tiempo a los fariseos por su privación amarga en este mundo sin ninguna esperanza en otro mundo para compensarlos. Estas dos escuelas se llamaron, tomando sus nombres de sus fundadores, saduceos y boetusianos.

## Características
Los saduceos eran los miembros de la clase alta de la sociedad judía de esa época, por lo que todos los conquistadores buscaron su apoyo para poder someter al pueblo. Esta era efectivamente la política de este grupo, es decir, eran los colaboracionistas que se sometían al poder extranjero, ya fueran griegos o romanos, y adoptaban sus modas y cultura, por lo que eran muy odiados por el grupo más extremista, los zelotes. Esta sumisión al poder les permitía tener los cargos públicos más importantes; el sumo sacerdote era miembro de este grupo, así como la aristocracia y los principales propietarios de tierras.
En el siglo I d. C. se encontraban muy reducidos en su poderío, ya que los romanos les habían quitado su poder político y parte de su poder religioso (los romanos se reservaban el poder de elegir al sumo sacerdote); además, habían perdido su influencia religiosa ante el pueblo en manos de los fariseos. Casi todos ellos residían en Jerusalén.

## Creencias
Se considera que los saduceos negaban la inmortalidad del alma y la resurrección, y bajo esta luz son tratados en el Nuevo Testamento debatiendo el asunto con Jesús. También negaban la existencia de espíritus o ángeles. Según Flavio Josefo no aceptaban la predestinación y enfatizaban en el libre albedrío humano para escoger entre el bien y el mal. Este autor les atribuye un rechazo a los extranjeros. Debido a que por la destrucción del Templo de Jerusalén se perdieron todos los escritos de los saduceos, la mayoría de lo que sabemos de ellos se debe a sus contrincantes.
Rechazaban la interpretación que los Rabinos fariseos daban a la Torah, conocida como Torá oral, y se los presenta habiendo negado que nada del Tanaj, aparte de la Torá, tenía autoridad. Como la misma Torá, los saduceos son presentados interpretándola literal y rigurosamente en materias que cubre directamente, al mismo tiempo que rechazando las tradiciones rabínicas o leyes orales (en hebreo:torah shevealpe) que mitigan los castigos más duros o intentan prevenir faltas no intencionadas. Por esto los saduceos son mal vistos por el Talmud.
Sin embargo, hay evidencia de que hubo un cisma interno entre los llamados "saduceos" – algunos que rechazaban a los ángeles, el alma, la resurrección – y los que aceptaban estas doctrinas y la Biblia Hebrea al completo.
Sostenían que Dios premiaba a los hombres buenos en vida, por lo que ellos, al ser ricos, eran el pueblo bueno. Su filosofía era materialista, liberal y mucho más mundana que la de los demás grupos.
En cuanto a los registros siguientes del Talmud, uno debe tener presente que las historias con respecto a los saduceos fueron escritas por un pueblo que los derrotó, y pueden contener muchas inexactitudes.
Con respecto a la jurisdicción criminal, eran tan rígidos que el día en que su código fue abolido por el Sanedrín Farisaico bajo el liderazgo de Simeon Ben Shetah, durante el reinado de Salomé Alexandra, se celebró como una fiesta. Se dice que los saduceos insistieron en la ejecución literal de la ley de la venganza: "Ojo por ojo, diente por diente", que rechazaron el judaísmo farisaico y posteriormente el judaísmo rabínico. Por otro lado, no infligían la pena de muerte en testigos falsos en un caso donde la pena capital se habría llevado injustamente a cabo, a menos que el acusado hubiera sido ejecutado únicamente como consecuencia del testimonio de tales testigos.
Según el Talmud, otorgaban a la hija el mismo derecho de herencia que la hija del hijo en caso de que el hijo estuviera muerto.
Las particulares interpretaciones de los saduceos los llevaban a múltiples especificaciones propias sobre el calendario, las fiestas, el culto, los sacrificios, los rituales y asuntos jurídicos.
De acuerdo con el Talmud, sostenían que las siete semanas desde la primera ofrenda de gavilla de cebada ("omer") hasta el Shavuot (Pentecostés en la referencia cristiana) debían, según Lev.23:15-16, ser contados desde "el día después del sábado" y, consecuentemente, que el Shavuot siempre se debería celebrar en el primer día de la semana. En esto seguían la antigua concepción bíblica que considera la fiesta de los primogénitos sin conexión con la Pascua, mientras que los fariseos, conectando la fiesta del Éxodo con la fiesta de la entrega de la Ley, interpretaban el "el día después del sábado" como el segundo día de Pascua.
Escritos hallados por ellos y redescubiertos a finales del siglo XIX en el depósito de una sinagoga, como el Documento de Damasco o el Libro de los Jubileos, así como el Sirácida, eran atribuidos a los fariseos, pero hoy se piensa que fueron obra de esenios, tras haber sido hallados entre los Manuscritos del Mar Muerto, cerca de Qumrán, con una colección que en su conjunto sostiene interpretaciones muy diferentes a las de los fariseos.
En la Edad Media, los karaítas se opusieron al rabinismo talmúdico y se proclamaron continuadores de los saduceos.
Con respecto a rituales en el Templo en Jerusalén:
- Sostenían que los holocaustos diarios debían ser ofrecidos por el sumo sacerdote a su propia costa, mientras que los fariseos sostenían que debían ser provistos como un sacrificio nacional a costa del tesoro del Templo al que se pagaban impuestos.
- Sostenían que la ofrenda de carne pertenecía a la porción del sacerdote, mientras que los fariseos lo reclamaban para el altar.
- Insistían en un grado especialmente alto de pureza en aquellos que oficiaban en la preparación de las cenizas de la Novilla Roja. Los fariseos, por el contrario, se oponían a tal severidad.
- Declaraban que el encendido del incienso en la nave con que el sumo sacerdote entraba el Santo de Santo en el Día de la Expiación debía suceder afuera, para que estuviera envuelto en el humo al encontrarse con el Shekhinah dentro, según Lev. xvi. 2; mientras que los fariseos, negando al sumo sacerdote la alegación de tal visión sobrenatural, insistían en que el incienso fuera encendido dentro.
- Se oponían a la festividad popular de la libación de agua y la procesión precediendo la misma cada noche del banquete de Sukkot.
- Se oponían a la afirmación farisaica de que los rollos de las Sagradas Escrituras tuvieran, como cualquier vasija santa, el poder de rendir ritualmente impuras (tabú) las manos de los que las tocaran.
- Se oponían a la idea farisaica del eruv, la unión de varias zonas privadas en una para poder llevar comida y vasijas de una casa a otra en sábado.
- Al fechar todos los documentos civiles usaban la frase "después del sumo sacerdote del Altísimo" y se oponían a la fórmula introducida por los fariseos en documentos de divorcio, "Según la ley de Moisés e Israel".
- Muchos eruditos creen que el libro deuterocanónico de Sirach fue escrito por un saduceo.

## Fiabilidad de alegaciones
Ninguno de los escritos que tenemos acerca de los saduceos presenta su propia versión de estas controversias, y es posible que las posiciones atribuidas a los "saduceos" en la literatura posterior sean concebidas como contrastes retóricos para la opinión que el autor quiera presentar, y no representen de hecho las enseñanzas de la secta. Al estar estrechamente asociados al Templo en Jerusalén, los saduceos desaparecen de la historia como grupo después de que el Templo fuera destruido en el año 70.
Hay, sin embargo, alguna evidencia de que los saduceos sobrevivieron como grupo minoritario dentro del Judaísmo hasta la Alta Edad Media. En refutaciones de creencias saduceas, sabios Karaitas tales como Ya'akov al-Qirqisani citó uno de sus textos, que se llamó Sefer Zadok. Las traducciones al inglés de algunos de estas citas se pueden encontrar en "Rise of the Karaite sect" (Alzamiento de la secta de Karaite), de Zvi Cahn.

## Nuevo Testamento
Los saduceos son mencionados en el Nuevo Testamento de la Biblia cristiana. El Evangelio de Mateo indica que los saduceos no creían en la resurrección de los muertos:

29 En contestación Jesús les dijo: “Estáis equivocados, porque no sabéis ni de las Escrituras ni del poder de Dios. 31 En cuanto a la resurrección de los muertos, ¿no leísteis lo que se os habló por Dios, diciendo, 32 ‘Yo soy el Dios de Abraham y el Dios de Isaac y el Dios de Jacob'? Él es el Dios, no de los muertos, sino de los vivos.”

Los Hechos de los Apóstoles indican igualmente que los saduceos no compartieron la creencia de los fariseos en una resurrección; Pablo empieza un conflicto durante su juicio, alegando que la motivación de sus acusadores fue por su defensa de la doctrina de la resurrección.